# Radiel Fazlejew
Radiel Rawilewicz Fazlejew (ros. Радель Равилевич Фазлеев; ur. 7 stycznia 1996 w Kazaniu) – rosyjski hokeista narodowości tatarskiej.
Jego ojciec Rawil (ur. 1960) także został hokeistą. W 2020 ożenił się.

## Kariera klubowa
- Bars Kazań (2012)
- Irbis Kazań (2012-2013)
- Calgary Hitmen (2013-2016)
- Lehigh Valley Phantoms (2016-2018)
- Ak Bars Kazań (2018-2019)
- Nieftiechimik Niżniekamsk (2019)
- Ak Bars Kazań (2019-2020)
- Nieftianik Almietjewsk (2020-2023)
- Saryarka Karaganda (2023)
- HK Tambow (2023-)

Wychowanek klubu z Kazania. Występował w miejscowych drużynach grających w juniorskich rosyjskich ligach MHL i MHL-B. W KHL Junior Draft w 2013 został wybrany przez macierzysty klub Ak Bars Kazań z numerem 9. W tym samym roku został wybrany w drafcie do kanadyjskich rozgrywek juniorskich CHL przez zespół Calgary Hitmen z numerem 52, po czym wyjechał do Kanady i w 2013 rozpoczął występy w lidze WHL. Rok później w drafcie NHL z 2014 został wybrany przez amerykański klub Philadelphia Flyers. W maju 2015 podpisał kontrakt wstępujący z klubem z Filadelfii w lidze NHL. Po zakończeniu występów w lidze WHL w czerwcu 2016 został przekazany do zespołu farmerskiego Flyers, Lehigh Valley Phantoms, w lidze AHL. W styczniu 2017 rozegrał jeden mecz w barwach w lidze ECHL. W grudniu 2018 został zwolniony z kontraktu z, a pod koniec tego miesiąca został zawodnikiem Ak Barsu Kazań. W lipcu 2019 przeszedł do Nieftiechimika Niżniekamsk. Pod koniec grudnia 2019 powrócił do Ak Barsu. W czerwcu 2020 przeszedł do Nieftianika Almietjewsk.
Pod koniec września 2023 trafił do kazachskiej Saryarki, skąd pod koniec grudnia tego samego roku przeszedł do HK Tambow.

## Kariera reprezentacyjna
Został reprezentantem Rosji. Uczestniczył w turniejach mistrzostw świata do lat 17 edycji 2013, do lat 18 edycji 2014, do lat 20 edycji 2016.

## Sukcesy
Reprezentacyjne
- Srebrny medal mistrzostw świata juniorów do lat 17: 2013
- Srebrny medal olimpijskiego festiwalu młodzieży Europy: 2013
- Srebrny medal mistrzostw świata juniorów do lat 20: 2016